# Porc de Livny
Le porc de Livny (Ливенская свинья, Livenskaïa svinia) est une race de porc originaire de Russie dans la région de Livny.

## Histoire
C'est dans les années 1930 qu'est développée dans la région d'Oriol à Livny une grande race blanche de porc issue de porcs locaux avec des croisements de races large white, berkshire et poland china et que cette race est fixée dans un livre généalogique, sous la houlette d'un zootechnicien du nom de Vassili Fedorinov, qui s'occupa ensuite du breïtovo ; ensuite cette race est améliorée sous la direction de Natalia Korovetskaïa (1903-1991).
Le porc de Livny est reconnu officiellement en 1949 avec dix lignées et vingt-huit familles. Cette sélection obtient le prix Staline de troisième degré dans le domaine agricole en 1951. Elle comptait près de 60 000 têtes en 1980.

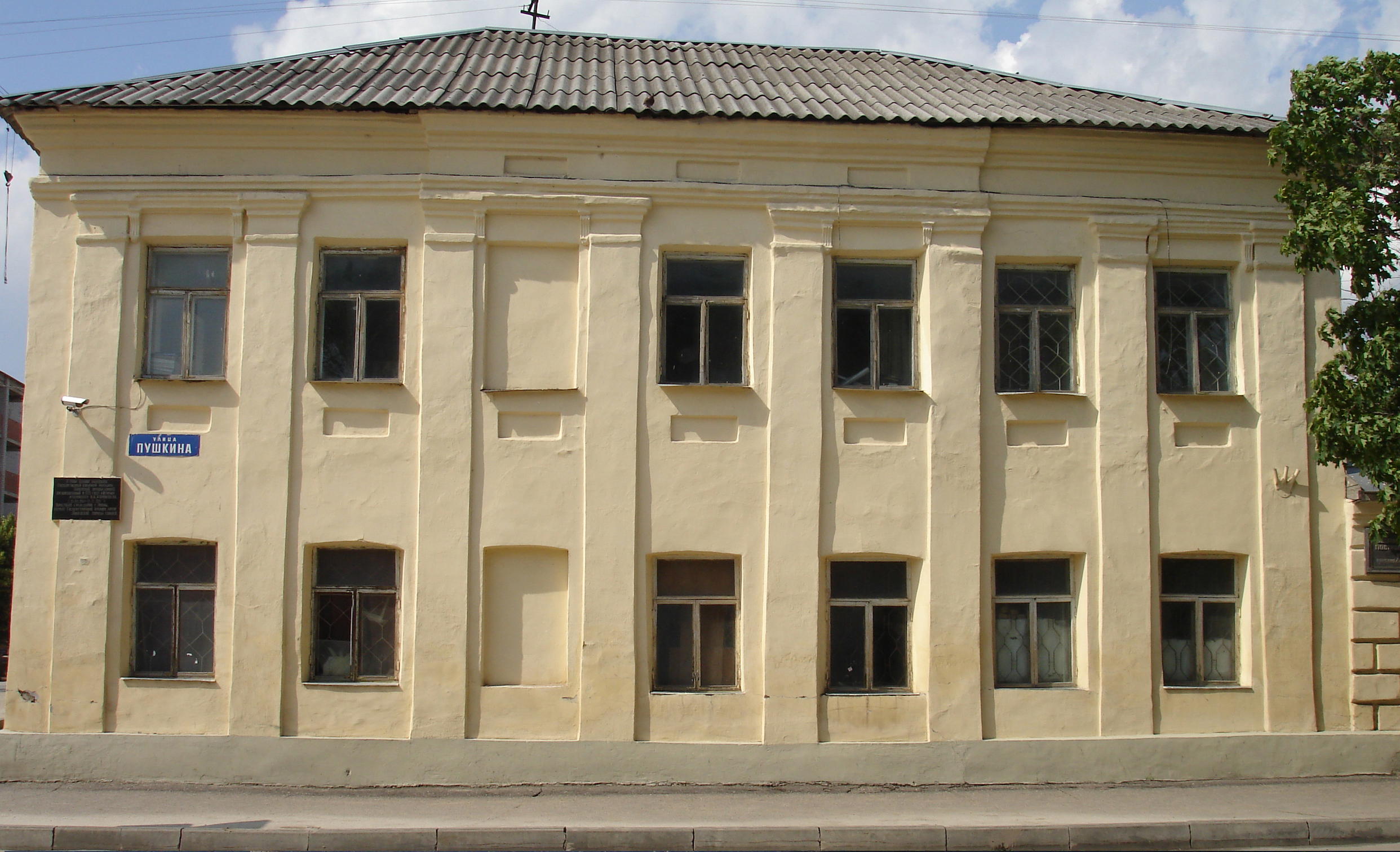
Édifice à Oriol (rue Pouchkine) où se trouvent les registres généalogiques de la race.

## Description
Ce cochon blanc (parfois pie) présente une tête relativement courte et large avec de grandes oreilles légèrement tombantes ; il possède un dos un peu arqué, large et droit, une poitrine large et profonde et une ossature ample, le tout sur des pattes fortes. Sa peau est rude et parfois ridée avec un crin abondant.
Un verrat de trente-six mois atteint en moyenne 295 kg (179 cm) et une truie 237 kg (163 cm). Celle-ci a des portées de 10,1 porcelets en moyenne qui atteignent 51 kg en un mois et 154 kg en deux mois. 
Sa graisse dorsale a une épaisseur de 35 mm, sa carcasse fait 93 cm, et son poids de jambon 11 kg.
Le porc de Livny s'adapte très bien aux conditions climatiques rudes.
Cette race s'est développée dans les fermes collectives d'élevage des régions d'Oriol, Lipetsk et Voronej. Elle est sélectionnée  pour la qualité de sa viande, ses performances graisseuses et sa prolificité.